# Colombia (equipa ciclista)
Camiseta
A Colombia (Código da equipe na UCI:COL) é uma equipe de ciclismo, com registro italiano, que compete em torneios de ciclismo de estrada da UCI World Tour. Foi fundada em 2012 por Claudio Corti e Valerio Tebaldi. Utiliza bicicletas da italiana Wilier Triestina.